# Texarkana (Arkansas)

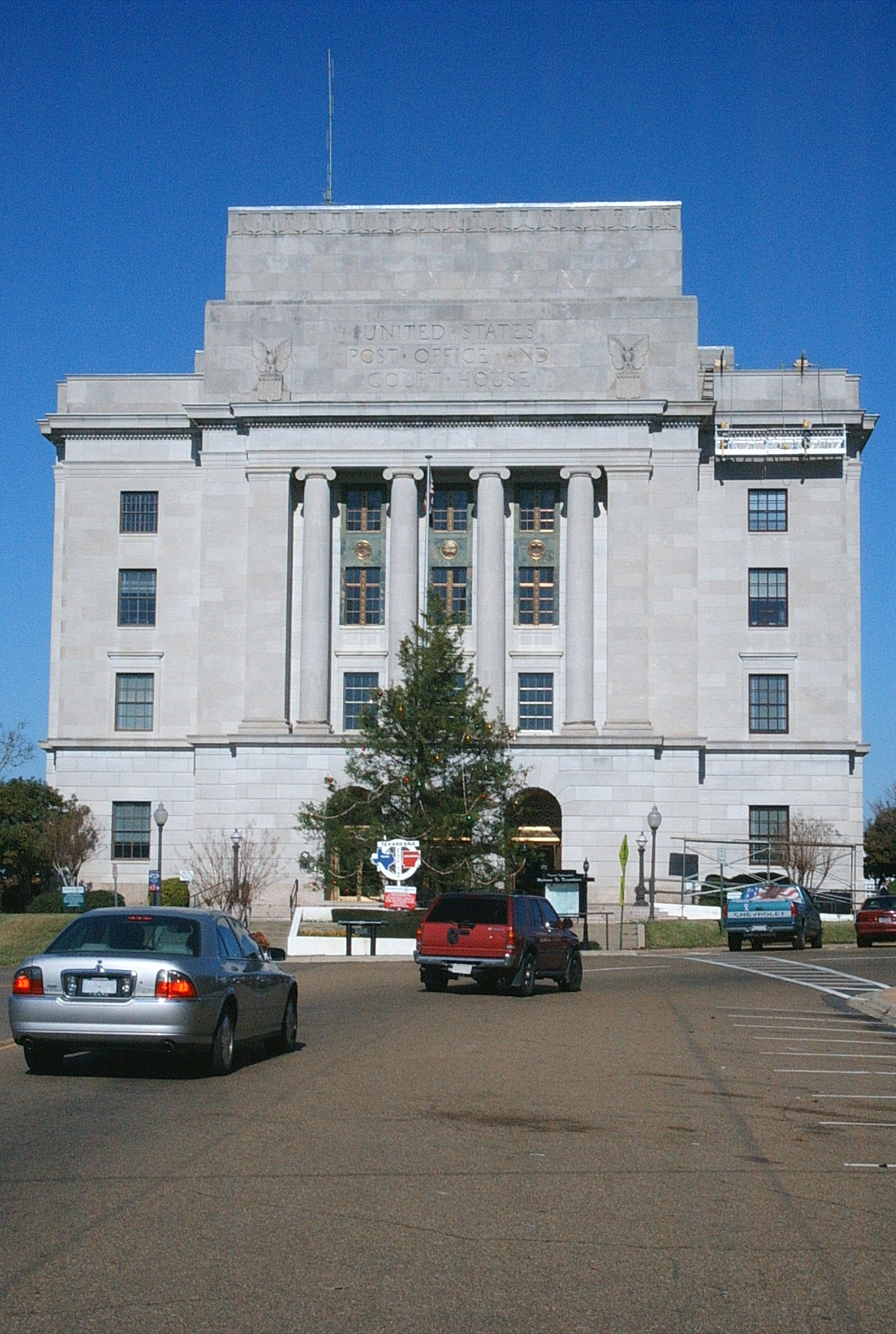
State Line Avenue, Texarkana

Texarkana é uma cidade localizada no estado americano de Arkansas, no Condado de Miller.

## Demografia
Segundo o censo americano de 2000, a sua população era de 26.448 habitantes.
Em 2006, foi estimada uma população de 29.856, um aumento de 3408 (12.9%).

## Geografia
De acordo com o United States Census Bureau, a localidade tem uma área de 83,0 km², dos quais 82,5 km² cobertos por terra e 0,5 km² cobertos por água. Texarkana localiza-se a aproximadamente 110 m acima do nível do mar.

## Localidades na vizinhança
O diagrama seguinte representa as localidades num raio de 24 km ao redor de Texarkana.